# Мокіївська волость
Мокіївська волость — адміністративно-територіальна одиниця Лохвицького повіту Полтавської губернії з центром у містечку Мокіївка.
Старшинами волості були:
- 1900—1904 роках козак Андрій Федорович Крамний[1],[2];
- 1913 року Лука Лукич Сюрчин[3];
- 1915 року Іван Антонович Коробка[4].